# Sphaerodactylus alphus
Sphaerodactylus alphus — вид геконоподібних ящірок родини Sphaerodactylidae. Ендемік Гондурасу. Описаний у 2013 році.

## Поширення і екологія
Sphaerodactylus alphus є ендеміками острова Гуанаха в групі островів Іслас-де-ла-Байя. Вони живуть в кокосових гаях, серед опалого листя і заростей морського винограду.